# Toppo Elonperä
Toppo Elonperä, egentligen Toivo Aleksis Ellenberg, född 29 april 1893 i Helsingfors, död 27 augusti 1953 i Elimä, var en finländsk skådespelare och regissör.
Elonperä började studerade skådespeleri vid Nationalteaterns skola samt vid Helsingfors musikinstitut. Han arbetade 1914–1951 vid teatrarna i bland annat Helsingfors, Tammerfors, Åbo, Vasa, Viborg och Kotka. Åren 1938–1946 verkade Elonperä vid Suomi-Filmi.